# Svetozar Mihajlović
Svetozar Mihajlović (cyr. Светозар Михајловић; ur. 1949) – bośniacki polityk pochodzenia serbskiego, od 3 czerwca 1999 do 6 czerwca 2000 roku współprzewodniczący Rady Ministrów Bośni i Hercegowiny (kolegialnego urzędu premiera).
Od 1994 był lokalnym gubernatorem w Bijeljinie. Był politykiem Partii Socjalistycznej. 3 grudnia 1999 wybrany na współpremiera w miejsce Serba Boro Bosicia. Po zakończeniu pełnienia funkcji był ministrem komunikacji i służby cywilnej. Obecnie jest członkiem Senatu Republiki Serbskiej.